# Hans Abel Hielm
Hans Abel Hielm, född 1792 i Kristiansand, död 1869 i Kristiania, var en norsk publicist. Han var bror till Jonas Anton Hielm.
Hielm blev student 1811 och bosatte sig 1814 som bokhandlare i Kristiania. Han utgav 1815–21 oppositionstidningen "Det Norske Nationalblad", som regeringen genom en rad rättegångar sökte undertrycka. Först sedan Karl Johan personligen förhandlat med utgivaren och bland annat tillerkänt denne en årlig pension av 600 speciedalrar (2,400 kronor) upphörde tidningen. Hielms senare verksamhet som utgivare av "Den Norske Nationalven" (1821–23) och "Kommunalbladet" (1839–40) var utan större betydelse.